# Дьонме
Дьонме (на турски: dönme) е наименование в Османската империя за вероотстъпниците християни и юдеи, приели исляма. Думата на османотурски означава „обърнати“, т.е. „ренегати“.
Има юдейска секта, наричана „дьонме“, изповядваща криптоюдаизъм. Към нея принадлежат евреи, външно (формално), приели исляма, но оставащи по вярата си „скрити юдеи“.
Основана е през втората половина на XVII век (1683) в Солун от лъжемесията (лъжепророка) Якоб (Яков) Керидо, последовател и брат на последната жена на кабалистичния пророк Шабатай Цви.
С времето сектата се разделя на 2 клона – солунски и измирски, образувайки и 2-те основни групи дьонме – (на турски) каракашлари и капанджилари.